# Телефон ветра
Телефон ветра (или ветряной телефон; яп. 風の電話 кадзэ-но дэнва) — не подключённая к линии телефонная будка в Оцути, префектура Ивате, Япония. Она была создана дизайнером Итару Сасаки в 2010 году, чтобы справиться со смертью своего двоюродного брата. Будка была открыта для общественности в следующем году после землетрясения и цунами в Тохоку, унёсших жизни более 15 000 человек. С тех пор телефон ветра посетили более 30 000 человек, по всему миру было построено множество копий, он послужил источником вдохновения для нескольких романов и фильмов.

## История создания и описание
В 2010 году дизайнер Итару Сасаки из Оцучи, узнал, что его двоюродный брат болен раком и ему осталось жить три месяца. После смерти родственника в декабре того же года Сасаки установил в своём саду старую телефонную будку, чтобы иметь возможность «общаться» с усопшим. По словам Итару, телефон ветра не имеет какого-то конкретного религиозного подтекста. В интервью он заявил: «Поскольку мои мысли нельзя передать по обычной телефонной линии, я хочу, чтобы их разносил ветер».
Телефон ветра представляет собой белую будку со стеклянными панелями. В ней находится чёрный телефон с дисковым набором номера, не подключённый к телефонной линии. Рядом с ним кладётся блокнот для памятных сообщений. Будка находится на холме с видом на Оцути.

## Открытие для публики и замена будки

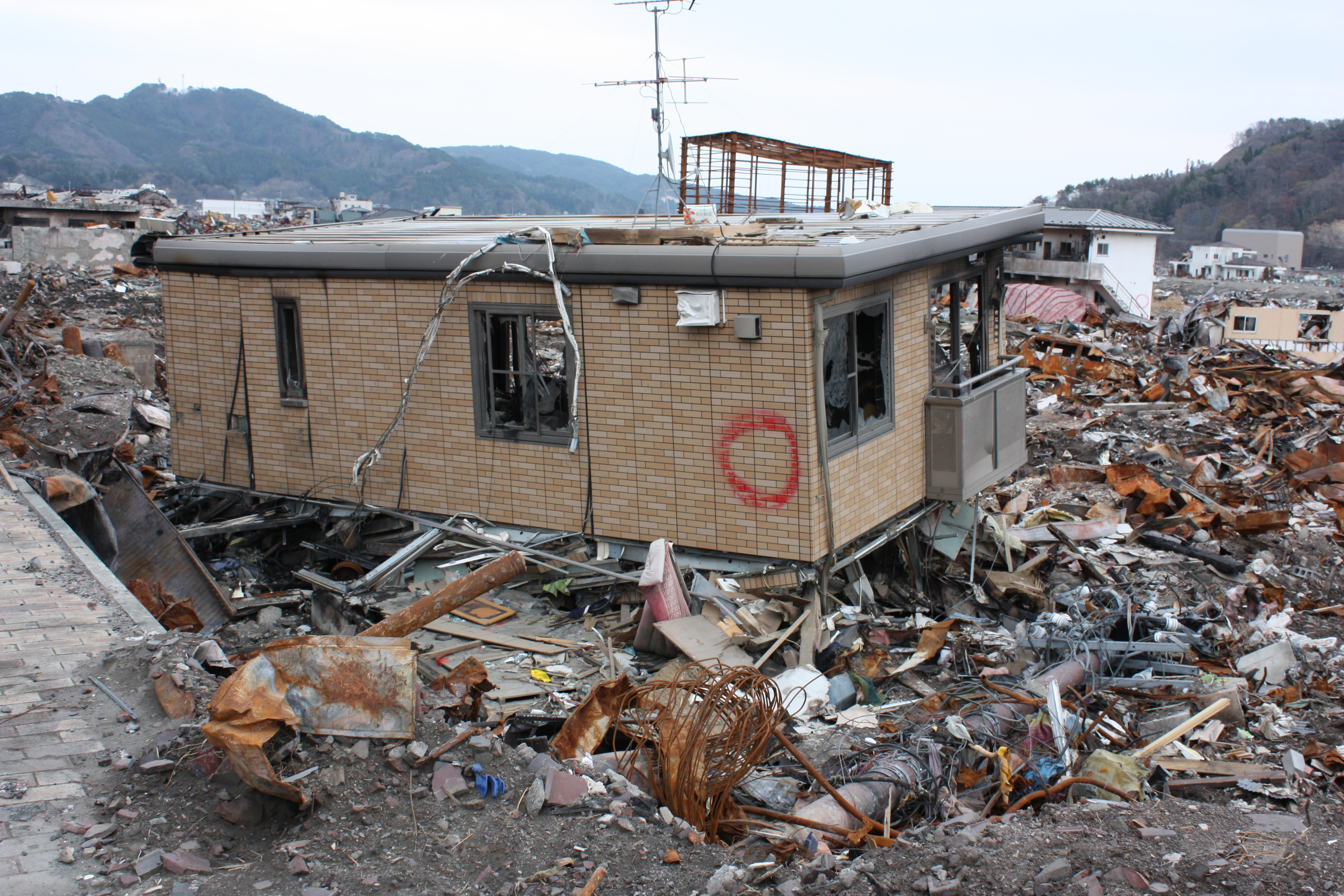
Последствие цунами Тохоку

Цунами Тохоку 2011 года привело к гибели более 15 000 человек, в том числе более 1200 человек в Оцути (около 10 процентов населения города). Это событие послужило причиной Сасаки открыть телефон для публики, чтобы посетители могли «позвонить» погибшим друзьям и родственникам.
7 января 2017 года сильный ветер сорвал крышу телефона ветра и разбил стеклянные двери. Местные плотники, в том числе те, кто ранее посещал объект, вызвались отремонтировать его. 11 января будка была вновь открыта. В апреле 2018 года Сасаки объявил, что деревянные и металлические части телефона приходят в негодность из-за возраста и коррозии. В ответ на это люди собрали пожертвование на общую сумму около миллиона иен, и в августе 2018 года Итару установил более прочную алюминиевую будку.

## Копии

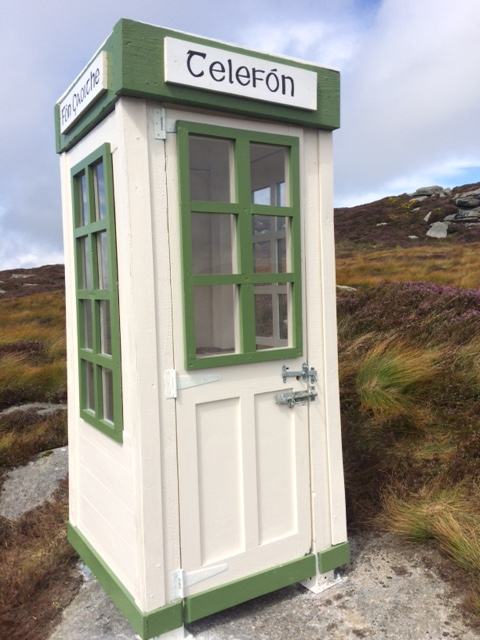
Телефон ветра в Ирландии, 2017 год

По всему миру построено несколько копий телефона ветра из Оцучи. Так, в Окленде, штат Калифорния, местный художник Джордан Стерн в феврале 2017 года построил будку в память о 36 жертвах, погибших в результате пожара на складе Ghost Ship, включая его друга. По словам Стерна, цель объекта заключается в том, чтобы утешить «скорбящих людей в Окленде». Помимо оклендской будки, подобные телефоны располагаются по всей Северной Америке.
Altrúchas, анонимный арт-коллектив, базирующийся в Дублине, Ирландия, в августе 2017 года установил телефон ветра (fón gaoithe) на вершине горы Двух Скал. Он изготовлен из подручных материалов и был установлен без разрешения властей. Объект был уничтожен по неизвестным причинам менее чем через две недели после установки. В своём заявлении Altrúchas заявили, что разрушение стало «резким заявлением со стороны людей, которым не понравился проект».
Томохико и Казуко Куцуна, семейная пара из Тахары, префектура Айти, Япония, установила выкрашенную в красный цвет копию телефона ветра в 2018 году. Их будка получила название «Телефон морского бриза» (яп. 潮風の電話 shiokaze no denwa). Она установлена в память об одной из учениц Казуко, 18-летней девушке, покончившей жизнь самоубийством в 2009 году.

## В культуре

### Кинематограф
В австрийском короткометражном фильме 2019 года «Телефон ветра» режиссёра Кристин Гервек рассказывается о семи вымышленных людях, которые посещают японский ветряной телефон. Гервек написала сценарий, когда узнала о будке после смерти своей бабушки.
Японский драматический фильм 2020 года «Голоса в ветре» (яп. 風の電話 Kaze no Denwa) рассказывает историю о вымышленной ученице средней школы, которая потеряла свою семью во время цунами Тохоку и спустя годы возвращается в свой родной город, чтобы посетить телефон ветра. Режиссёр картины Нобухиро Сува, вернувшись в Японию для съёмок, впоследствии говорил: «Побывав там [на месте цунами] восемь лет спустя, вы не увидите повреждений, всё было восстановлено. Но чувства людей восстановить нельзя».